# Le Sens du combat
Pour les articles homonymes, voir Le Sens du combat (album).
Le Sens du combat est un recueil de poèmes de Michel Houellebecq paru le 25 mars 1996 aux éditions Flammarion.

## Historique
Le Sens du combat est le troisième recueil de poésie en vers et en prose de son auteur. Ce volume valu à Michel Houellebecq de recevoir le prix de Flore en 1996. Les thématiques abordées recoupent celles développées dans ses romans, notamment Extension du domaine de la lutte (1994) et Les Particules élémentaires (1998). Un album homonyme où l'auteur récite ses poèmes sur fond de musique a été édité en octobre 1996 dans la collection « Les Poétiques de France Culture ».

## Éditions
- Le Sens du combat, poèmes, Paris, éditions Flammarion, 1996, 117 p.  (ISBN 9782080672698)
  - Poésies, réunit : Le sens du combat ; La poursuite du bonheur ; Renaissance, Paris, J'ai lu, « Nouvelle génération », 2000, 316 p.  (ISBN 2-290-30721-1)
- Le Sens du combat (disque), « Les Poétiques » de France Culture, oct. 1996.